# San Salvatore de Molellis
San Salvatore de Molellis var en kyrkobyggnad i Rom, helgad åt Frälsaren. Kyrkan var belägen i närheten av Schola Graeca, antagligen på platsen för den moderna kyrkan San Vincenzo de' Paoli all'Aventino i Rione Ripa. Tillnamnet ”Molellis” syftar på de flytande vattenkvarnar (mole galleggianti) som fanns på Tibern.
I Il Catalogo di Torino från cirka 1320 benämns kyrkan ”Ecclesia sancti Salvatoris de Molellis non habet servitorem”, det vill säga att den saknar tjänare. Ferruccio Lombardi drar av denna upplysning slutsatsen att kyrkan redan då var övergiven och möjligen även förfallen.

## Omnämningar i kyrkoförteckningar
| Katalog               | År         | Benämning                              |
| --------------------- | ---------- | -------------------------------------- |
| Il Catalogo di Torino | cirka 1320 | Ecclesia sancti Salvatoris de Molellis |